# Mosambaye Singa Boyenge
Le général Mosambaye Singa Boyenge, né Alexandre Singa Boyenge le 10 octobre 1932 en Province orientale et mort le 21 juillet 2001 à Kinshasa, était un militaire et homme d'État de la république démocratique du Congo, appelée Zaïre de 1971 à 1997.

## Carrière
Il devint lieutenant dès 1960, à l'indépendance de l'ancien Congo belge, et monta les échelons jusqu'au haut grade de général d'armée, en janvier 1980. 
Après les combats de la sécession du Katanga en 1963 et ceux contre la rébellion des troupes de l'Est un an plus tard, il combat contre Jean Schramme au Kivu et dans la province Orientale. Après la guerre des 80 jours où il réussit à repousser les envahisseurs du territoire zaïrois, il fut nommé gouverneur militaire du Shaba (Katanga actuel) à l'issue de la bataille dite des 6 jours en 1978 (jusque 1980),.
Le Général Singa Boyenge assurait aussi des fonctions politiques, au sein du Mouvement populaire de la Révolution (MPR). Dans le domaine diplomatique, il fut aussi attaché militaire à l'ambassade du Zaïre à Rome en 1969, et ambassadeur du Zaïre en Ouganda en 1970.
Le 11 juin 1975, en tant que chef de la gendarmerie à cette époque, il dirige une commission révolutionnaire pour enquêter sur le coup d'État contre le gouvernement (devenu connu comme « le coup d'État monté et manqué »). Cette commission fit arrêter plusieurs officiers de l'armée, accusés de complot envers Mobutu Sese Seko (tentative d'assassinat), de haute trahison et divulgation de secrets militaires,.